# 牛书申
牛书申（1913年11月—2007年7月17日），中国人民解放军将领、中国人民解放军开国少将。

## 生平
牛书申1913年11月生于陕西省黄陵县，1934年6月参加革命，同年8月加入中国共产党。1934年至1949年，历任陕甘边区关中革命委员会秘书、科长，陕甘边区中宜游击支队政治指导员、政委，第三路游击队指挥部中宜独立营政委，红一方面军政治部地方工作部部员、第六科科员，野战军司令部第二科科长，红二军第五大队政委，关中军分区政治部主任，关中警备区政治部副主任、代主任，关中警一旅政治部副主任、主任、副政委，黄龙军分区司令员兼警四旅政委，陕北军区副司令员等职。新中国成立后，先后担任独立二师政委，陕西军区政治部主任、副政委、政委。1963年8月从部队调到二机部工作，任二机部副部长兼政治部主任。1966年后历任二机部副部长、党的核心组成员、党组副书记兼基建工程兵二机指挥部政委、党委第一书记。
牛书申在第一次国共内战、抗日战争和第二次国共内战时期带领所在部队荣获二级八一奖章、二级独立自由勋章和一级解放勋章。1937年5月出席陕甘宁苏区党代会，1939年出席陕甘宁边区的第一次党代会。1955年被授予少将军衔。他是第四、五届全国人大代表，第六、七届全国政协委员，中国共产党第十二次全国代表大会代表。
1955年，授予中国人民解放军少将。